# پریانکا کوتاری
پریانکا کوتاری (انگلیسی: Priyanka Kothari؛ زادهٔ ۳۰ نوامبر ۱۹۸۳) یک هنرپیشه اهل هند است. وی از سال ۲۰۰۳ میلادی تاکنون مشغول فعالیت بوده‌است.
او در فیلم آتش، یک مرد، عزیز و قاتل بازی کرده‌است.